# Aeroporto di Padova

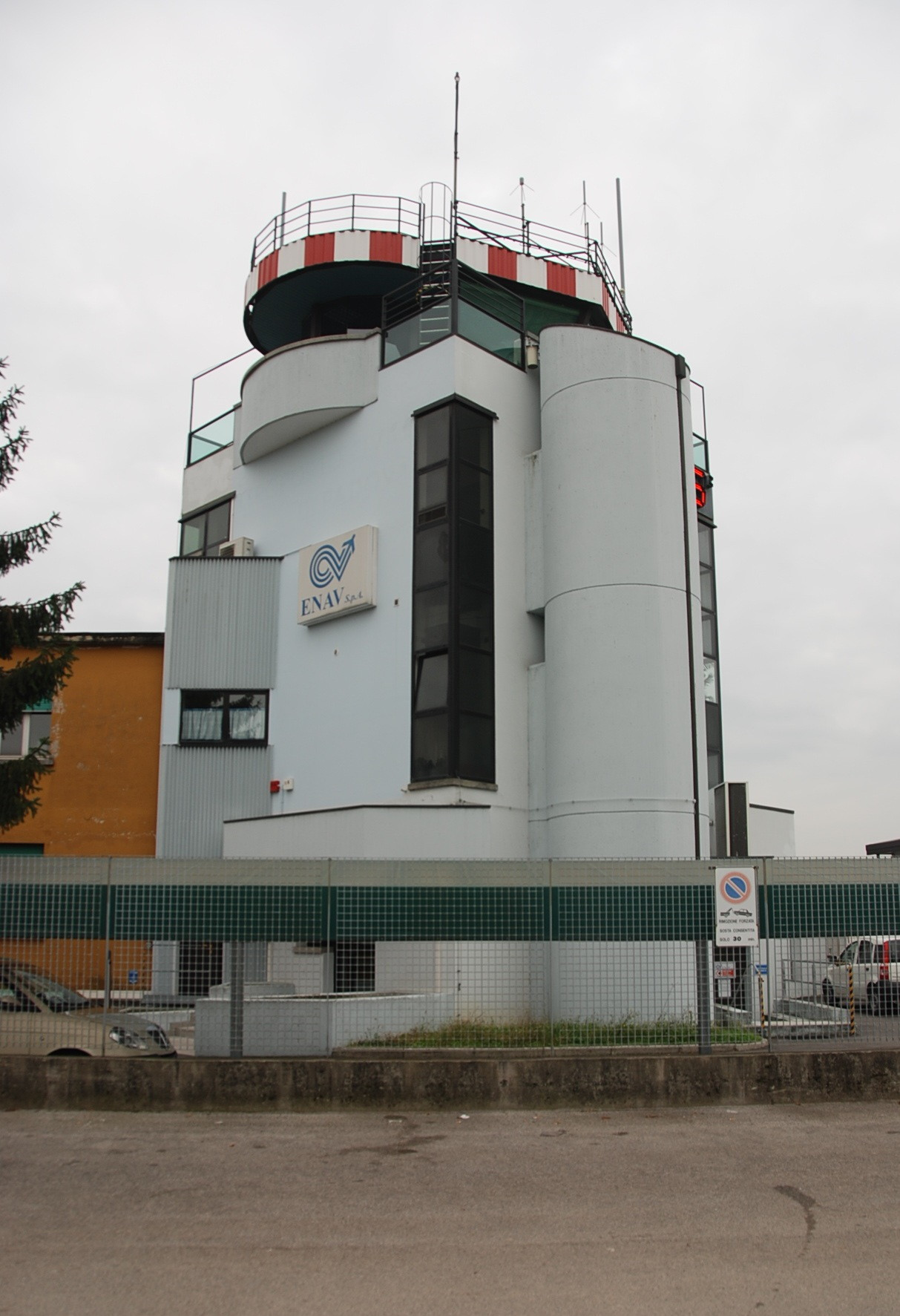
Torre di informazioni gestita da ENAV.

L'Aeroporto di Padova (ICAO: LIPU), citato anche con il nome commerciale di Aeroporto Civile di Padova "Gino Allegri", è un aeroporto italiano situato a circa 3 km a sud ovest del centro della città di Padova.
La struttura, intitolata alla memoria del tenente pilota Gino Allegri, è posta all'altitudine di 13 m / 44 ft sul livello del mare, dotata di un piccolo terminal e di due piste, la principale lunga 1 122 m e larga 30 m (3 681 × 98 ft), con orientamento 04/22, fondo in asfalto e dotata di impianto di illuminazione a bassa intensità (LIRL) e sistema di assistenza all'atterraggio PAPI, la secondaria parallela alla prima da 617 × 30 m e fondo in erba.
L'aeroporto, gestito dalla Aeroporto civile di Padova S.p.A., effettua attività secondo le regole e gli orari sia IFR che VFR ed è aperto al traffico commerciale. Classificato come City airport, questo aeroporto è uno dei pochi inseriti nel tessuto urbano di una città.

## Storia
L'aeroporto di Padova viene realizzato durante la prima guerra mondiale assieme ad altri piccoli aeroporti sparsi per i comuni della provincia, in particolare si ricorda il campo di aviazione di San Pelagio nell'omonima frazione di Due Carrare, dove il 9 agosto 1918 la squadriglia "Serenissima", sotto la guida di Gabriele D'Annunzio, partì per il celebre volo su Vienna. Gino Allegri, a cui è intitolato l'aeroporto di Padova, morì durante l'atterraggio sul campo di San Pelagio.
Durante gli anni successivi alla prima guerra mondiale l'aeroporto di Padova fu usato per scopi militari ospitando il 1º Stormo caccia oggi 1ª Brigata aerea "operazioni speciali" fino al 1987, anno in cui venne aperto anche ai voli civili. Il Ministero dei trasporti nel 1995 riconosce l'aeroporto come scalo di interesse sociale per i voli sanitari ed umanitari.
Sede del comando della 1ª Brigata Aerea fino al 31 ottobre 2009, l'Aeronautica Militare sta procedendo a dismettere la propria base militare; inoltre era sede di un gruppo squadroni AVES (oggi già interamente trasferito a Bolzano, al 54°), la cui base è oggi chiusa ed in stato di abbandono.
Questo aeroporto è aperto al traffico di voli turistici nazionali e internazionali, voli di linea charter, privati di imprenditori, commerciali e cargo nazionali ed internazionali e voli militari di elicotteri e velivoli leggeri. 
Qui ha sede anche l'Aeroclub di Padova con la sua scuola volo e di volo a vela.
Quello che però rende questo aeroporto importante sono soprattutto i voli sanitari e di emergenza per malati gravi e per i trapianti di organi. L'aeroporto è la base di partenza del servizio di elisoccorso del SUEM di Padova.

## Il futuro dell'aeroporto
All'aeroporto di Padova non esistono voli di linea regolari: alcuni progetti di potenziamento dello scalo sono stati contrastati dagli abitanti delle zone circostanti, in quanto la struttura si trova pienamente integrata nel centro urbano, e l'implementazione di voli creerebbe non pochi problemi per la vivibilità dei quartieri interessati; anzi, vi sono dei comitati che si battono per la chiusura completa dello scalo e la sua riconversione in parco. Nel 2006 e nel 2007 la gestione dell'aeroporto da parte della Save Spa ha chiuso i bilanci in forte deficit.
La società ACP SpA in Liquidazione ha cessato la gestione dell'Aeroporto "G. Allegri" di Padova dall'11 dicembre 2014.
Nel 2022 la gestione dell'aeroporto passa a Heron Air SRL, la quale investirà 2,5 milioni di euro per la ristrutturazione dello scalo.